# J. Madison Wright
Jessica Madison Wright (Cincinnati, 29 luglio 1984 – Lexington, 21 luglio 2006) è stata un'attrice e insegnante statunitense.

## Biografia

### Giovinezza
I genitori di Jessica Madison Wright si chiamavano Scott e Melissa, aveva una sorella più giovane Victoria e due fratelli più giovani Isaiah e Elijah, ha passato i primi anni della sua vita a London, Laurel County, Kentucky.

### Carriera
Jessica Madison Wright, conosciuta anche con il nome d'arte Madison Wright, comincia la sua carriera all'età di cinque anni come baby modella per una campagna pubblicitaria che le valse un contratto estivo a New York. Proprio a New York avviene anche la sua prima esperienza di recitazione in uno spot pubblicitario. In seguito a questo lavoro la famiglia si sposta a Los Angeles per permettere a Madison di continuare la sua carriera e, nel 1994 a soli nove anni, ha il suo debutto nella serie televisiva Grace Under Fire. Qualche mese dopo finalmente sfonda, grazie al produttore Steven Spielberg che la sceglie per interpretare  True Danziger, una bambina di dieci anni, nella serie televisiva Progetto Eden. Purtroppo la serie ha vita breve, una sola stagione, dal 1994 al 1995 e questo la sposta verso altri progetti tra cui l'interpretazione di una bambina malata in un episodio di E.R. - Medici in prima linea che ebbe una nomination per il premio Emmy (da segnalare che questa è stata la prima volta che un giovane protagonista moriva in una serie televisiva).

### Età adulta
L'allora  quindicenne venne messa in lista in attesa di un donatore e nel marzo 2000, presso una clinica di Cleveland, fu sottoposta a trapianto. L'attore Clancy Brown, che interpretò la parte del padre di Madison nella serie televisiva Progetto Eden fece un appello per raccogliere i fondi che permisero alla famiglia di potere affrontare le spese mediche.
Madison nel 2006 abbandona le scene e con la famiglia torna nella sua città natale in Kentucky. Dopo vari attacchi di polmonite e uno generale cattivo stato di salute effettua una radiografia che rivela una cardiomiopatia restrittiva, condizione che la obbligò a un trapianto di cuore. 
Madison si rimise rapidamente in salute e, concentrata nello studio e nel fare la cheerleader nel tempo libero, iniziò a partecipare a discussioni e gruppi di informazione per parlare dell'importanza della donazione di organi. Dopo avere concluso la South Laurel High School frequenta la University of the Cumberlands a Williamsburg per studiare inglese e diventare insegnante. Una volta laureatasi, nell'estate del 2006 Madison inizia la sua attività di insegnante di inglese con dieci bambini alla George Rogers Clark High School a Winchester in Kentucky.
L'8 luglio 2006 sposa Joseph Morris, uno studente di medicina dell'Università del Kentucky, con il quale trascorre due settimane di luna di miele alle isole Hawaii. Il giorno successivo al suo ritorno Madison si ammala e viene ricoverata presso il Centro Medico dell'Università del Kentucky, dove morirà per un Attacco di cuore il 21 luglio 2006, soltanto otto giorni prima del suo ventiduesimo compleanno.
Il suo funerale è stato celebrato alla Corinth Baptist Church a London, la stessa chiesa in cui si era sposata, e fu sepolta allo A. R. Dyche memorial Park.
Madison morì appena sedici giorni dopo Amzie Strickland, la co-protagonista di Shiloh, un cucciolo per amico, deceduta il 5 luglio 2006 all'età di 87 anni.

## Filmografia

### Film
- Shiloh, un cucciolo per amico (Shiloh), regia di Dale Rosenblood (1996)

### Film TV
- The Secretary (1995)
- The Warlord: Battle for the Galaxy (1998)
- Safety Patrol (1998)

### Serie TV
- Grace Under Fire - serie TV, 1 episodio (1994)
- La tata (The Nanny) - serie TV, 1 episodio (1994)
- Progetto Eden (Earth 2) - serie TV, 21 episodi (1994-1995)
- E.R. - Medici in prima linea (ER) - serie TV, 1 episodio (1995)
- The Burning Zone - serie TV, 1 episodio (1997)